# Mirko Cvetković
Mirko Cvetković, em cirílico Мирко Цветковић (Zaječar, 16 de agosto de 1950), é um  político sérvio, economista e o ex-primeiro-ministro da Sérvia (formalmente, "presidente do Governo"), bem como ex-ministro das Finanças, tendo sucedido a Vojislav Koštunica.
Sua entrada na política se deu após a queda de Slobodan Milošević em janeiro de 2001, quando se tornou ministro da Economia e Privatização no governo do político sérvio Zoran Đinđić.

## Biografia
Seu pai, Srboljub Cvetković, era economista e sua mãe, Stana, trabalhava como farmacêutica. Seu avô, Mirko, um professor, foi morto a tiros em 1941, pelos soldados alemães da Wehrmacht durante um massacre.
Cvetković é casado e tem dois filhos. Além de sua língua nativa, ele fala inglês fluentemente e, como passatempo, toca piano, saxofone e clarinete.

## Carreira política

### Primeiro-ministro
Em 27 de junho de 2008, o presidente sérvio Boris Tadić nomeou Cvetković primeiro-ministro seguindo as eleições parlamentares que ocorreram em maio do mesmo ano.